# Kurt Svensson
Kurt Svensson (ur. 15 kwietnia 1927, zm. 11 lipca 2016) – szwedzki piłkarz występujący podczas kariery pomocnika. Brązowy medalista MŚ 1950.

## Kariera klubowa
Podczas piłkarskiej kariery Kurt Svensson był zawodnikiem IS Halmia.

## Kariera reprezentacyjna
W 1950 Svensson był w kadrze na mistrzostwach świata. Nigdy nie zdołał zadebiutować w reprezentacji Szwecji.